# Hymenophyllum javanicum
Hymenophyllum javanicum är en hinnbräkenväxtart som beskrevs av Kurt Sprengel. Hymenophyllum javanicum ingår i släktet Hymenophyllum och familjen Hymenophyllaceae. Inga underarter finns listade.